# Kall (Duitsland)
Kall is een gemeente in de Duitse deelstaat Noordrijn-Westfalen, gelegen in de Kreis Euskirchen. Kall telt 11.096 inwoners (31 december 2020) op een oppervlakte van 66,07 km².

## Indeling
De gemeente bestaat uit de volgende plaatsen:
| - Anstois - Benenberg - Diefenbach - Dottel - Frohnrath - Gillenberg - Golbach - Kall | - Keldenich - Krekel - Rinnen - Roder - Rüth - Scheven - Sistig - Sötenich | - Steinfeld - Steinfelderheistert - Straßbüsch - Urft - Wahlen - Wallenthal - Wallenthalerhöhe |

## Verkeer en vervoer

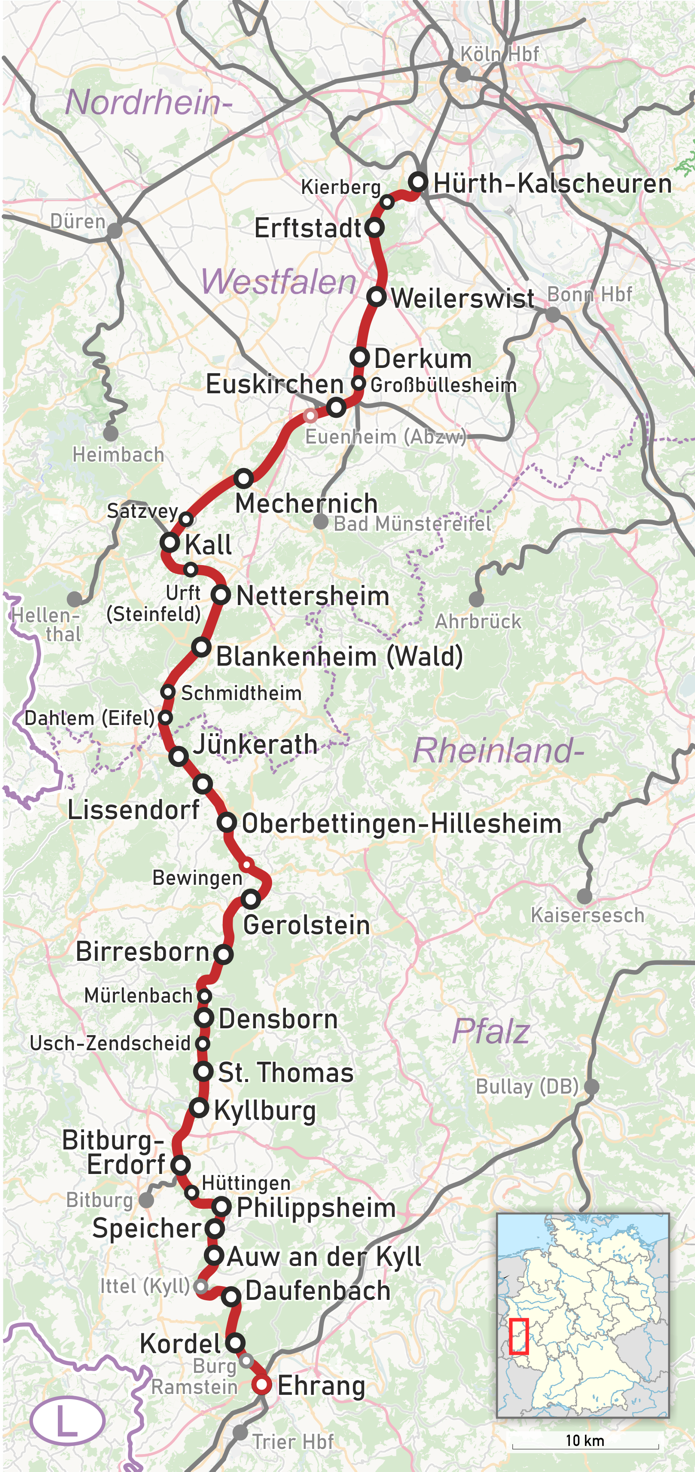
Kaart traject spoorlijn Kalscheuren -Ehrang

Door Kall loopt de Bundesstraße 266. 
Circa 10 km ten oosten van de plaats loopt de Autobahn A 1.
Kall heeft een station aan de Spoorlijn Kalscheuren - Ehrang.

## Geografie
Door de gemeente stroomt de Kallbach, een zijriviertje van de Urft.
De waterloop met de naam Kall ligt noordelijker, nabij de gemeente Hürtgenwald en is een zijriviertje van de Rur, dat te Zerkall daarin uitmondt.

## Toerisme,  bezienswaardigheden
Het cultuurhistorisch belangrijke Klooster van Steinfeld staat in de gemeente  Kall.
De gemeente ligt in een landschappelijk aantrekkelijk gebied, waar veel mogelijkheden voor meerdaagse fiets- en wandeltochten aanwezig zijn. Een kortere wandelroute is het educatieve Pingenpfad langs historische overblijfselen van de vroegere  lood- en ijzerertsmijnen rondom Kall.

## Galerij

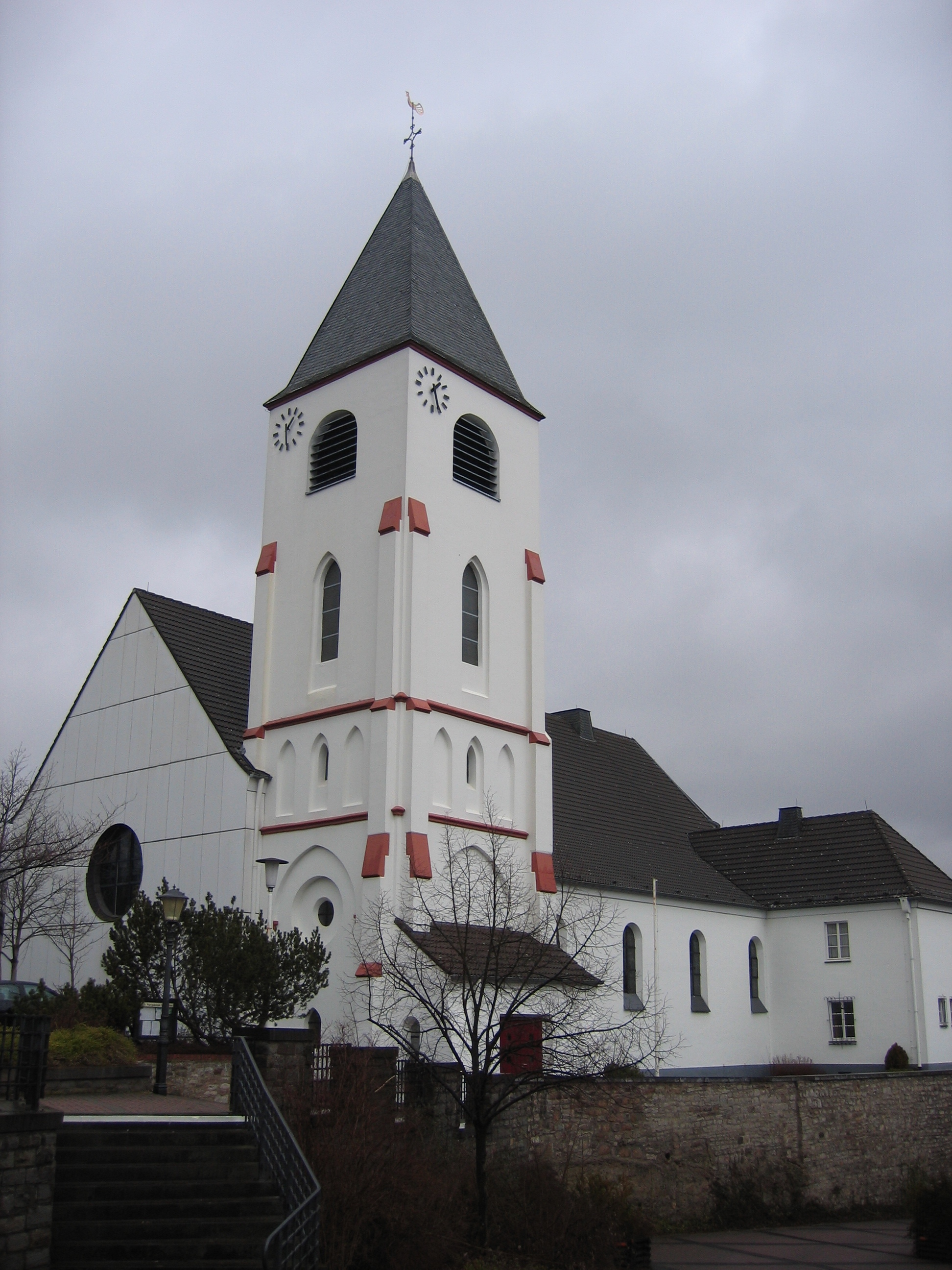
R.K. Sint-Nicolaaskerk te Kall, herbouwd in 1951
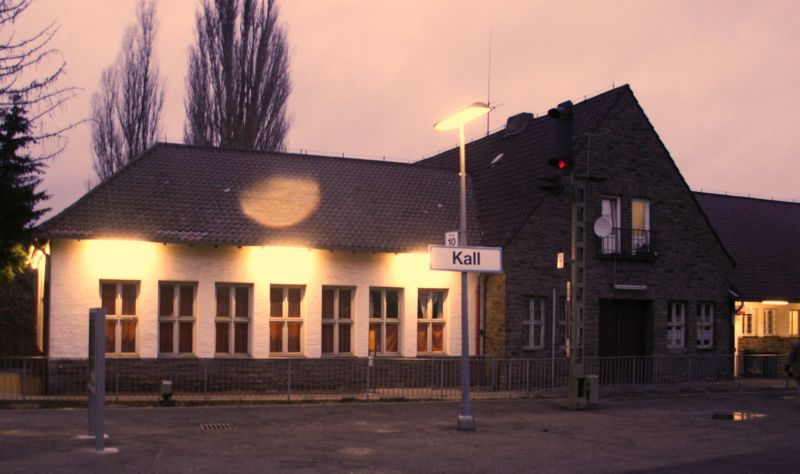
Station
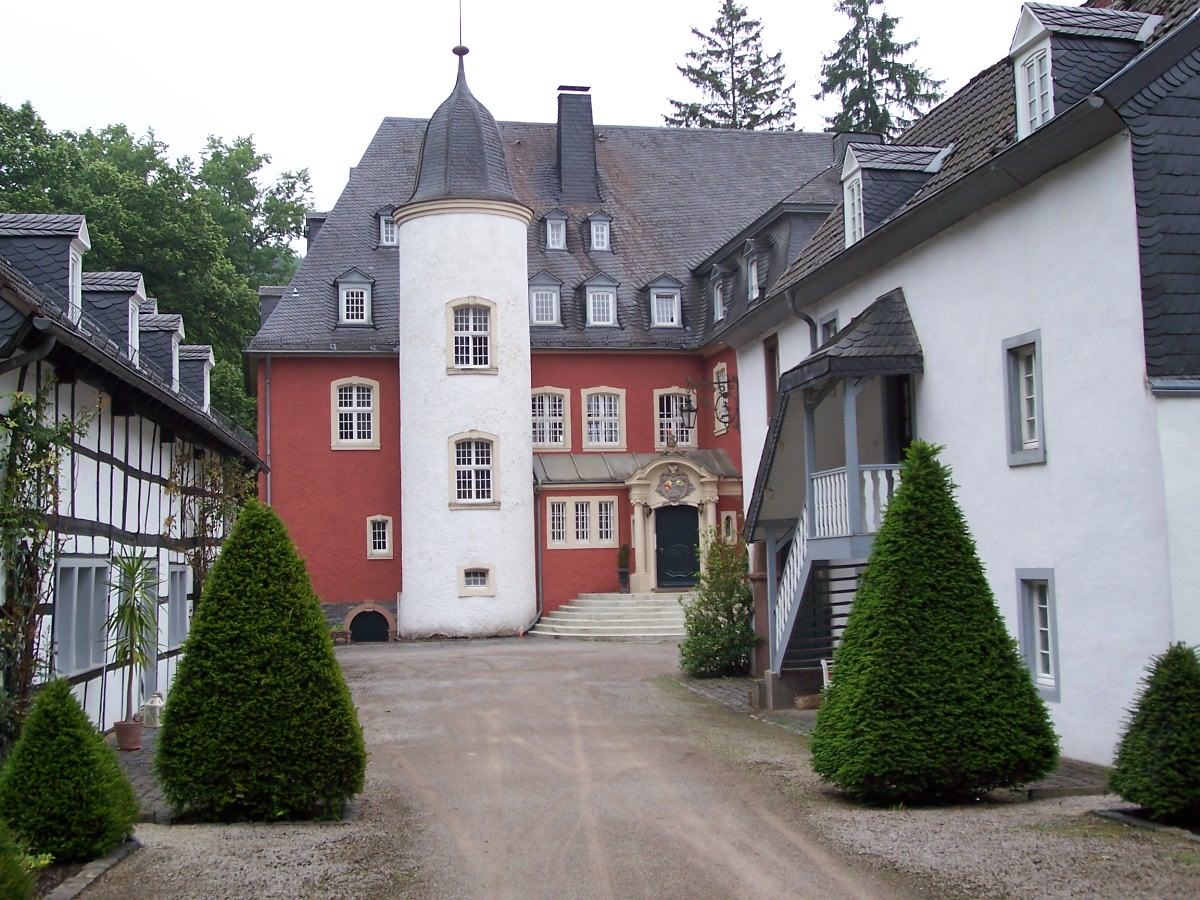
Kasteel Dalbenden
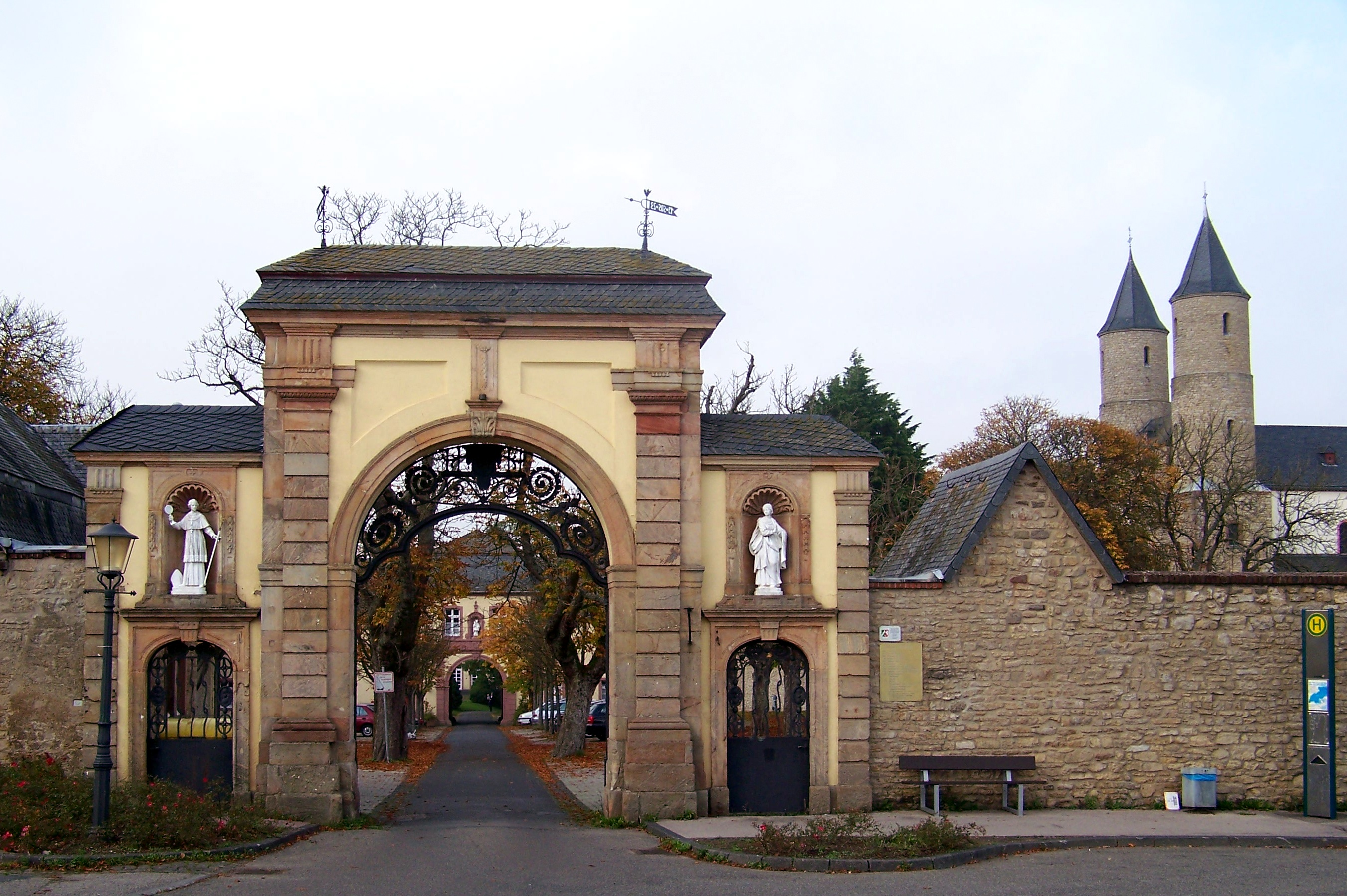
Klooster van Steinfeld

## Varia
Kall onderhoudt een jumelage met Mol (België).
Bad Münstereifel · Blankenheim · Dahlem · Euskirchen · Hellenthal · Kall · Mechernich · Nettersheim · Schleiden · Weilerswist · Zülpich